# خليفة سليمان
 خليفة خالد سليمان (ولد 1953) هو سياسي وفقيه  أردني شغل منصب وزير العدل لفترة وجيزة تتراوح من شهر مايو حتى شهر أكتوبر 2012.

## حياته المهنية
شغل سليمان مناصب مختلفة في النظام القضائي الأردني بدءا من عام 1981 بحيث شملت مناصبه الوظيفية السابقة، نائب وزير محكمة النقض والمدعي العام وقد حل محل سليم الزعبي  كوزير للعدل في الحكومة برئاسة فايز الطراونة في 2 مايو 2012 وقد  استمرت فترة ولايته حتى أكتوبر 2012 بحيث شغل منصبا أهم كرئيس لمحكمة العدل العليا في شهر نوفمبر 2012 وحل محله غالب الزعبي كوزير للعدل.